# Iva Majoli
Iva Majoli es una exjugadora de tenis profesional, nacida el 12 de agosto de 1977 en Zagreb, República Federal Socialista de Yugoslavia. 
Con 19 años sorprendió a todos en Roland Garros, ganando en la final de 1997 a la sensación juvenil del momento, Martina Hingis, en 2 sets (6-4, 6-2). Iva Majoli rompió todas las expectativas, y jugando uno de los mejores partidos de su carrera consiguió romper la racha de Martina Hingis de 37 partidos ganados de manera consecutiva.
Jugó su mejor tenis siendo una adolescente, alcanzando en 1996 el 4º puesto en el ranking de la WTA. Sin embargo, después de llegar a cuartos de final en el Roland Garros de 1998, no volvió a alcanzar la 3.ª ronda de un torneo de Grand Slam. Desde entonces, su juego fue declinando progresivamente, llegando a caer hasta el puesto 131 en 2003. En los últimos años de su carrera, Majoli sufrió una serie de lesiones (la más notable, una dolencia de hombro) que la impidieron alcanzar un estado de forma adecuado. 
Majoli anunció su retirada del circuito el 12 de junio de 2004.
En 2006 anunció que estaba embarazada y que esperaba el nacimiento de su primer hijo para el mes de octubre de ese mismo año. Se casó con Stipe Marić el 9 de septiembre de 2006. Jennifer Capriati y Mary Pierce asistieron a su boda.

## Títulos de Grand Slam

### Campeona Individuales (1)
| Año  | Campeonato    | Oponente en la final | Resultado en la Final |
| 1997 | Roland Garros | Martina Hingis       | 6-4, 6-2              |

## Títulos (10)
| Leyenda (Individuales) |
| Grand Slam (1)         |
| WTA Championships (0)  |
| Tier I Event (3)       |
| WTA Tour (4)           |

| Títulos por superficie |
| Dura (1)               |
| Tierra (3)             |
| Hierba (0)             |
| Moqueta (4)            |

### Individuales (8)
| No. | Fecha                 | Torneo                     | Superficie | Oponente en la final             | Resultado   |
| 1.  | 8 de octubre de 1995  | Zúrich, Suiza              | Moqueta    | Mary Pierce (Francia)            | 6-4 6-4     |
| 2.  | 15 de octubre de 1995 | Filderstadt, Alemania      | Dura       | Gabriela Sabatini (Argentina)    | 6-4 7-6     |
| 3.  | 14 de febrero de 1996 | Tokio, Japón (Pan Pacific) | Moqueta    | Arantxa Sánchez Vicario (España) | 6-4 6-1     |
| 4.  | 25 de febrero de 1996 | Essen, Alemania            | Moqueta    | Jana Novotná (República Checa)   | 7-5 1-6 7-6 |
| 5.  | 23 de febrero de 1997 | Hanóver, Alemania          | Moqueta    | Jana Novotná (República Checa)   | 4-6 7-6 6-4 |
| 6.  | 4 de mayo de 1997     | Hamburgo, Alemania         | Tierra     | Ruxandra Dragomir (Rumanía)      | 6-3 6-2     |
| 7.  | 7 de junio de 1997    | Roland Garros, Francia     | Tierra     | Martina Hingis (Suiza)           | 6-4 6-2     |
| 8.  | 21 de abril de 2002   | Charleston, EE. UU.        | Tierra     | Patty Schnyder (Suiza)           | 7-6 6-4     |

### Finalista en individuales (9)
- 1994: Osaka (perdió ante Manuela Maleeva-Fragnière)
- 1994: Barcelona (perdió ante Arantxa Sánchez Vicario)
- 1994: Essen (perdió ante Jana Novotná)
- 1995: Barcelona (perdió ante Arantxa Sánchez Vicario)
- 1996: París (perdió ante Julie Halard-Decugis)
- 1996: Leipzig (perdió ante Anke Huber)
- 2000: Kuala Lumpur (perdió ante Henrieta Nagyova)
- 2001: Quebec (perdió ante Meghann Shaughnessy)
- 2002: Bol (perdió ante Åsa Svensson)

### Dobles (1)
| No. | Fecha                 | Torneo         | Superficie | Pareja                     | Oponentes en la final                              | Resultado |
| 1.  | 11 de febrero de 2001 | París, Francia | Moqueta    | Virginie Razzano (Francia) | Kimberly Po (EE. UU.) & Nathalie Tauziat (Francia) | 6-3 7-5   |